# Aquificae
Aquificae este o încrengătură foarte diversă de bacterii, care trăiesc în condiții de viață extreme. Denumirea de 'Aquificae' a fost dată acestui filum datorită unui gen, Aquifex („creator de apă”), speciile din acest gen având capacitatea de a biosintetiza apă prin procesul de oxidare al hidrogenului.

## Caracteristici
Speciile de Aquificae sunt răspândite în izvoare și oceane și sunt organisme autotrofe. Sunt bacterii Gram-negative, nesporulate, sub formă de bacil.